# لیتیم آمید
لیتیم آمید یا لیتیم آزانید یک ترکیب معدنی با فرمول شیمیایی LiNH
2 است. این ماده به شکل جامد سفید با ساختار بلوری چهارگوشه است. لیتیم آمید را می‌توان از واکنش فلز لیتیم با آمونیاک مایع ساخت:
2 Li + 2 NH
3 → 2 LiNH
2 + H
2

## همچنین ببینید
- سدیم آمید
- بوتیل‌لیتیم